# Voltameer

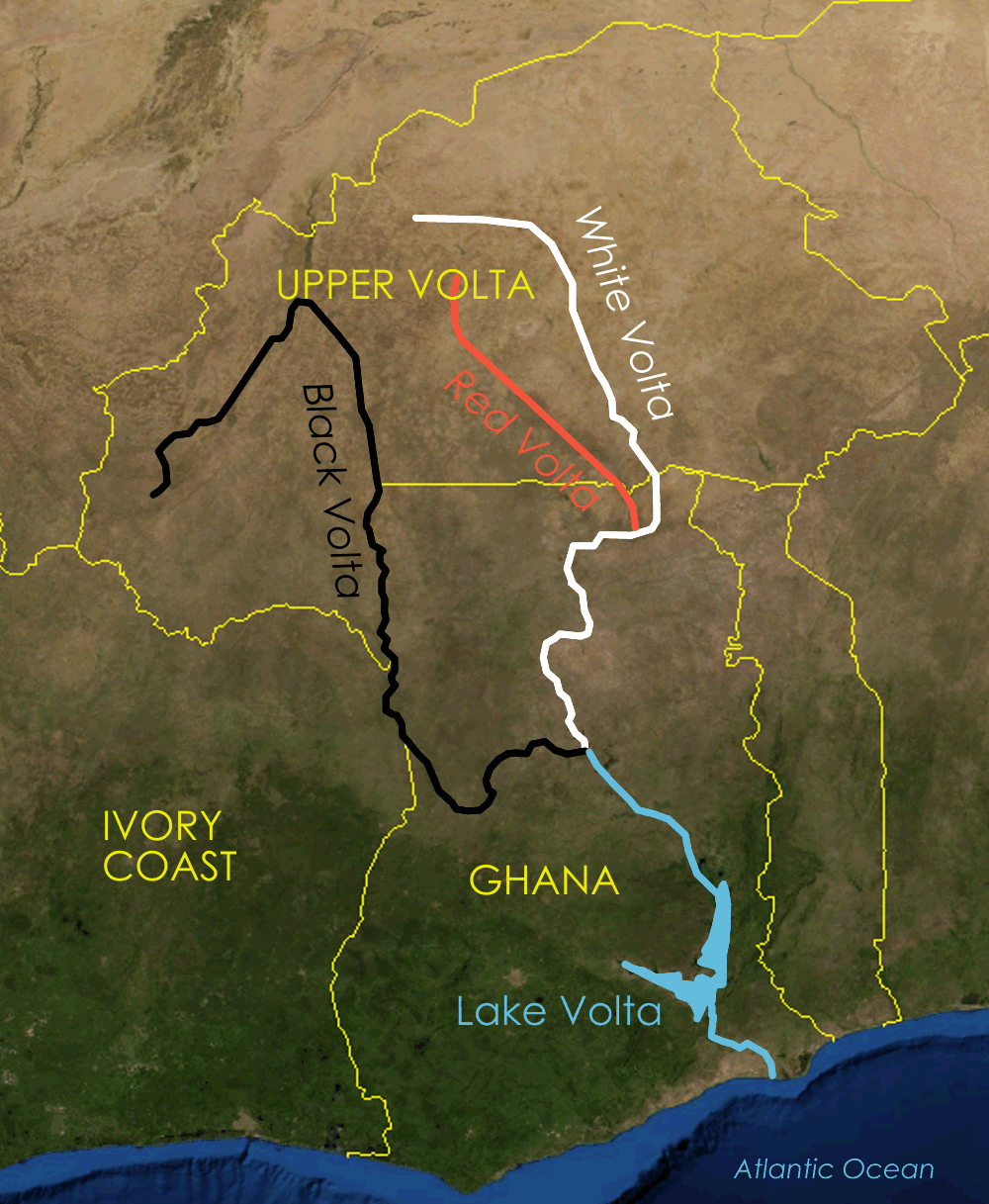
Rivieren die het Voltameer voeden

Het Voltameer is een zeer groot stuwmeer in Ghana. Het heeft een oppervlakte van 8502 km² en is daarmee qua oppervlakte het grootste kunstmatige waterbekken ter wereld. In volume is het het op drie na grootste, na het Karibameer, het Stuwmeer van Bratsk en het Nassermeer. Het meest noordoostelijk gelegen punt is het dorp Yapei; het zuidelijkste punt wordt gevormd door de Akosombodam, 520 kilometer stroomafwaarts.
De dam zorgt voor de opvang van water uit zowel de Zwarte Volta als de Witte Volta, die beide samenkomen in de Volta. Deze rivier stroomt vanaf de dam naar de Atlantische Oceaan.
Het meer werd in 1965 gevormd toen de Akosombodam werd gebouwd. Omwille van de aanleg van het Voltameer werden 78.000 mensen naar nieuwe dorpen verhuisd, samen met 200.000 dieren. 120 gebouwen werden vernietigd, kleinere woongebouwen niet meegerekend. 
De Akosombodam levert elektriciteit voor het grootste deel van het land. Het meer is verder van belang voor transportdoeleinden; zowel vrachtschepen als veerboten maken veel gebruik van het meer. Op 9 april 2006 zonk een passagiersboot op het meer; 120 mensen vonden hierbij de dood.
Het Digya Nationaal Park ligt aan de westkust van het meer.